# Green Light (singel Roll Deep)
Green Light – electro-grimowy singel brytyjskiej grupy Roll Deep. Jest to drugi singel ze studyjnego albumu Winner Stays On. Wokalnie w singlu udziela się brytyjska piosenkarka Tania Foster. Singel został wydany 15 sierpnia 2010.
Singiel osiągnął 1. pozycję w notowaniu UK Singles Top 75.

## Lista utworów
Singiel CD
1. "Green Light" (Radio Edit) – 3:57

Digital download
1. "Green Light" (Radio Edit) – 3:57
2. "Green Light" (Extended Mix) – 5:12
3. "Green Light" (Ill Blu Remix) – 5:11
4. "Green Light" (Future Freakz Remix) – 5:57
5. "Green Light" (Future Freakz Dub) – 5:57
6. "Green Light" (Instrumental) – 3:57